# Grand Prix du Morbihan 2023
Grand Prix du Morbihan 2023 – 46. edycja wyścigu kolarskiego Grand Prix du Morbihan, która odbyła się 6 maja 2023 na trasie o długości ponad 188 kilometrów, biegnącej z miejscowości Josselin do Plumelec. Impreza kategorii 1.Pro była częścią UCI ProSeries 2023.

## Drużyny
| WorldTeams (6)- AG2R Citroën Team - Cofidis - Groupama-FDJ - Intermarché-Circus-Wanty - Arkéa-Samsic - Team DSM ProTeams (11)- Bingoal WB - Bolton Equities Black Spoke Pro Cycling - Burgos-BH - Caja Rural-Seguros RGA - Equipo Kern Pharma - Euskaltel-Euskadi - Lotto Dstny - Q36.5 Pro Cycling Team - Team Flanders-Baloise - TotalEnergies - Uno-X Pro Cycling Team Continental teams (3)- CIC U Nantes Atlantique - Nice Métropole Côte d'Azur - Saint Michel-Mavic-Auber 93 |
| |

## Klasyfikacja generalna
| \| Klasyfikacja generalna \| Klasyfikacja generalna \| Klasyfikacja generalna \| Klasyfikacja generalna \| Klasyfikacja generalna \| \| Kolarz \| Kolarz \| Państwo \| Drużyna \| Czas \| \| ---------------------- \| ---------------------- \| ---------------------- \| --------------------------- \| ---------------------- \| \| 1. \| Arnaud De Lie \| Belgia \| Lotto Dstny \| 4h 21' 59" \| \| 2. \| Romain Grégoire \| Francja \| Groupama-FDJ \| + 0" \| \| 3. \| Rasmus Tiller \| Norwegia \| Uno-X Pro Cycling Team \| + 0" \| \| 4. \| Orluis Aular \| Wenezuela \| Caja Rural-Seguros RGA \| + 0" \| \| 5. \| Clément Venturini \| Francja \| AG2R Citroën Team \| + 0" \| \| 6. \| Mathieu Burgaudeau \| Francja \| TotalEnergies \| + 0" \| \| 7. \| Alessandro Fedeli \| Włochy \| Q36.5 Pro Cycling Team \| + 0" \| \| 8. \| Eddy Finé \| Francja \| Cofidis \| + 0" \| \| 9. \| Axel Zingle \| Francja \| Cofidis \| + 0" \| \| 10. \| Romain Cardis \| Francja \| Saint Michel-Mavic-Auber 93 \| + 0" \| |                    |           |                             |            |
| |                    |           |                             |            |
| Źródło: ProCyclingStats |                    |           |                             |            |
| Klasyfikacja generalna |                    |           |                             |            |
| Kolarz | Kolarz             | Państwo   | Drużyna                     | Czas       |
| 1. | Arnaud De Lie      | Belgia    | Lotto Dstny                 | 4h 21' 59" |
| 2. | Romain Grégoire    | Francja   | Groupama-FDJ                | + 0"       |
| 3. | Rasmus Tiller      | Norwegia  | Uno-X Pro Cycling Team      | + 0"       |
| 4. | Orluis Aular       | Wenezuela | Caja Rural-Seguros RGA      | + 0"       |
| 5. | Clément Venturini  | Francja   | AG2R Citroën Team           | + 0"       |
| 6. | Mathieu Burgaudeau | Francja   | TotalEnergies               | + 0"       |
| 7. | Alessandro Fedeli  | Włochy    | Q36.5 Pro Cycling Team      | + 0"       |
| 8. | Eddy Finé          | Francja   | Cofidis                     | + 0"       |
| 9. | Axel Zingle        | Francja   | Cofidis                     | + 0"       |
| 10. | Romain Cardis      | Francja   | Saint Michel-Mavic-Auber 93 | + 0"       |